# 炮烙
炮烙是中國古代的一種酷刑，缚刑者於铜柱，铜柱大若钟，中空置炭火於钟内，焦灼肌肤而死。這種刑罰最早始於夏朝末代君主桀時，為針對大臣關龍逢因勸諫失敗而設。
上博简中的《容成氏》作为成作年代相对较早的文献，其所描述的炮烙之刑只是一种低级趣味的游戏而非酷刑。

## 歷史
- 《玉函山房輯佚書·符子》說夏桀在瑤台觀看炮烙之刑，關龍逢諫之，桀遂以炮烙殺龍逢[2]。
- 《荀子·議兵》記：“紂刳比干，囚箕子，為炮烙刑。”
- 《韓非子·喻老》記：“紂為肉圃，設炮烙，登糟邱，臨酒池。”
- 《史記·殷本紀》寫：“紂乃重刑辟，有炮烙之法”。

## 舉例
1. 吕婕妤，明成祖朱棣的妃嫔，因被指控谋杀宠妃权贤妃，1413年炮烙处死。
2. 朱高煦，明成祖朱棣第二子，因起兵与侄子宣德帝争夺皇位，失败后被炮烙处死。